# Фридрих Карл Вилхелм фон Хоенлое-Ингелфинген
Фридрих Карл Вилхелм фон Хоенлое-Ингелфинген (на немски: Friedrich Karl von Hohenlohe-Ingelfingen; * 26 февруари 1752 в Ингелфинген; † 16 юни 1815 в Кашау) е принц/княз на Хоенлое-Ингелфинген и императорски фелдмаршал-лейтенант.
Той е най-големият син на княз Хайнрих Август фон Хоенлое-Ингелфинген (1715 – 1796) и съпругата му графиня Вилхелмина Елеонора фон Хоенлое-Йоринген (1717 – 1794), дъщеря на граф/княз Йохан Фридрих фон Хоенлое-Нойенщайн-Йоринген и ландграфиня Доротея София фон Хесен-Дармщат.
На 19 години Фридрих Карл Вилхелм фон Хоенлое-Ингелфинген е обер-лейтенант, на 9 ноември 1781 г. става майор, на 11 февруари 1790 г. полковник. Той се бие през Руско-австрийската турска война (1787 – 1792) в Хърватия и се отличава в битките при Дубица, Бербир и Белград. След това се бие в дуги битки през Войната на първата антифренска коалиция (1792 – 1797) и е повишен на 11 октомври 1794 г. на генерал-майор и на 6 май 1800 г. на фелдмаршал-лейтенант.
На 26 декември 1809 г. той се пенсионира и умира неженен на 16 юни 1815 г. в Кашау (Кошице в Източна Словакия).